# Afsaneh Sheiji
Afsaneh Sheiji (26 de agosto de 1982) es una deportista iraní que compitió en taekwondo. Ganó una medalla de bronce en los Juegos Asiáticos de 2006, en la categoría de +72 kg.

## Palmarés internacional
| Juegos Asiáticos | Juegos Asiáticos | Juegos Asiáticos  | Juegos Asiáticos |
| Año              | Lugar            | Medalla           | Categoría        |
| ---------------- | ---------------- | ----------------- | ---------------- |
| 2006             | Doha (Catar)     | Medalla de bronce | +72 kg           |